# Sven Hultins Gata
Sven Hultins Gata är en cirka 775 meter lång gata inom Chalmers tekniska högskolas område i stadsdelarna Johanneberg och Krokslätt i Göteborg. Den fick sitt namn 1956 efter den förre rektorn vid skolan, Sven Hultin. Enligt ett beslut från 1950, räknades gatan tidigare till Eklandagatan. Sven Hultins Gata är numrerad 2 till 12, och sträcker sig från Teknologplatsen vid Chalmers huvudentré och fram till att den blir en vändplats vid Chalmers teknikparks södra del. Dessutom förgrenar sig gatan onumrerad cirka 85 meter vid teknikparkens början och möter Engdahlsgatan vid Betongvägen, vilket är den ursprungliga sträckningen. Förgreningen av gatan samt den del som går vidare längs teknikparken, ligger i stadsdelen Krokslätt. Inför Chalmers teknikparks invigning den 15 september 1987, förlängdes Sven Hultins Gata genom området.

## Namnfrågan
Chalmers studentkår önskade 1954 få ett nytt namn på gatan, och utlyste en tävling för ett lämpligt namn. Därefter föreslogs namnet Emiloförvägen, efter Emil och Emilia som chalmeristen kallas. Men lärarkollegiet, som gatunamnsberedningen tillfrågade, ansåg att gatan skulle heta Sven Hultins Gata. Namnfrågan blev därefter vilande till 1956, då beredningen prövade den på nytt, eftersom både allmänheten och Chalmers studentkår önskade få till en ändring. I en skrivelse framhöll kåren att förledet Emil-, skulle anknyta till det namn som chalmeristen gick under. Den studentikosa andan samt ordleken i efterledet -oförvägen menade man var ytterligare en stor förtjänst. Men beredningen höll fast vid Sven Hultins Gata, vilket stadskollegiet tillstyrkte, dock inte enhälligt. Lokalpressen uppmärksammade frågan och bland andra Harry Hjörne gick på kårens linje, men ansåg samtidigt att Emil Oförvägen var ett bättre alternativ. Då Göteborgs stadsfullmäktige röstade i frågan, vann Sven Hultins Gata med 35 röster mot 23.

## Fastighetsbeteckningar
- (2A) Johanneberg 31:11
- (2B) Johanneberg 31:11
- (2C) Johanneberg 31:11
- (4) Johanneberg 31:11
- (6) Johanneberg 31:9
- (8A) Johanneberg 31:9
- (8) Johanneberg 31:9
- (9) Krokslätt 185:2
- (10) Johanneberg 31:9
- (12) Johanneberg 31:9